# Selección de fútbol de Vietnam del Norte
La Selección de fútbol de Vietnam del Norte fue el equipo representativo de Vietnam del Norte a nivel de selecciones nacionales, la cual estaba dirigida por la Federación de Fútbol de Vietnam del Norte.
Existió entre 1949 a 1975 y a diferencia de Vietnam del Sur, Vietnam del Norte no jugó tan frecuentemente, siendo la mayoría de sus partidos antes otras selecciones de fútbol de países comunistas. No estaba afiliado a la FIFA ni a la AFC por lo que no compitió en las clasificatorias para la Copa Mundial de la FIFA o la Copa Asiática.
La selección dejó de existir en 1976 cuando Vietnam del Norte y Vietnam del Sur se convirtieron en un solo país y dieron origen a la actual Selección de fútbol de Vietnam. A pesar de que Vietnam del Norte salió victorioso en la unificación, la actual selección de fútbol de Vietnam se considera sucesora de la selección de fútbol de Vietnam del Sur (no de la selección de Vietnam del Norte), ya que Vietnam unificado heredó la membresía de Vietnam del Sur en la FIFA y la AFC.

## Estadísticas

### Vietnam del Norte en los mundiales
- De 1930 a 1974: no afiliado a la FIFA

### Copa Asiática
- De 1956 a 1976: no afiliado a la AFC

### Resultados
En sus enfrentamientos con otras selecciones, Vietnam del Norte obtuvo los siguientes resultados acumulados por países:
| Rival           | J | G | E | P | GF | GC |
| --------------- | - | - | - | - | -- | -- |
| Argelia         | 1 | 0 | 0 | 1 | 0  | 5  |
| China           | 6 | 0 | 1 | 5 | 9  | 17 |
| Cuba            | 1 | 1 | 0 | 0 | 2  | 1  |
| Egipto          | 1 | 0 | 0 | 1 | 1  | 4  |
| Guangxi Zhuang  | 1 | 1 | 0 | 0 | 3  | 1  |
| Guinea          | 1 | 1 | 0 | 0 | 2  | 1  |
| Khmer Republic  | 3 | 1 | 2 | 0 | 6  | 5  |
| Indonesia       | 2 | 0 | 0 | 2 | 2  | 5  |
| Laos            | 1 | 1 | 0 | 0 | 9  | 1  |
| Mongolia        | 1 | 1 | 0 | 0 | 3  | 1  |
| Corea del Norte | 6 | 0 | 0 | 6 | 2  | 17 |
| Yemen del Norte | 1 | 1 | 0 | 0 | 9  | 0  |
| Palestina       | 1 | 1 | 0 | 0 | 4  | 0  |

- Fuente:[2]